# Галенюк, Матвей Юрьевич
Матвей Юрьевич Галенюк (род. 29 августа 2003, Тюмень) — российский хоккеист, нападающий.

## Биография
Воспитанник тюменского хоккея. Старший брат Данила Галенюк — также хоккеист, защитник.
Молодёжную карьеру начал в составе санкт-петербургской команды НМХЛ «Динамо-576». Выступал в нём с 2020 по 2022 год. В общей сумме за 2 сезона набрал 21 очко.
В 2022 году дебютировал в МХЛ в составе «Мамонтов Югры». В первом сезоне набрал 15 (9+6) очков в регулярном чемпионате, в плей-офф отметился двумя результативными передачами. В сезоне 2023/2024 набрал 30 (16+14) очков в регулярном сезоне, в играх на вылет — 3 (3+0) очков, провел лучший сезон в МХЛ по результативности.
В сезоне 2024/2025 дебютировал в ВХЛ в составе команды «Магнитка» — фарм-клуба магнитогорского «Металлурга». В первом сезоне ВХЛ набрал 16 (6+10) очков в регулярном чемпионате и 5 (4+1) результативных баллов в плей-офф. Имеет двусторонний контракт до конца сезона 2025/2026. В августе 2025 года был в составе основной команды «Металлург» на предсезонном турнире «Фонбет Кубок Минска».